# Christina Maria Avoglio
Christina Maria Avoglio o Avolia (fl. 1740-1744) è stata un soprano tedesca naturalizzato italiana nella compagnia d'opera di Handel.
Secondo Kutsch-Riemann e Winton, sarebbe nata come Maria Christina Graumann o Croumann, forse a Magonza (Mainz) oppure a Francoforte. Era sposata con un musicista italiano di nome Giuseppe Avoglio. Secondo Thijsse e Rasch, era membro di una famiglia di musicisti e sorella del violinista, organista e "carillonista" Albertus Gronemann di Westfalia in Germania, che andò in Olanda e quindi si chiamava originariamente Christina Maria Gronemann.
Arrivò a Londra nel 1740 ed apparve in entrambe le anteprime di Messiah a Dublino e Londra rispettivamente nel 1741 e nel 1743 (a Dublino fu una delle poche cantanti non residenti nell'esibizione). Apparve anche nei cast di Sansone (1743) e Semele (1744).